# 林家杨梅大棚
林家杨梅大棚是中国杭州临安区葱坑村的溫室，修建于2017 - 2022年。大棚由林才法、林灵父子设计建造，完全依照山势修建，没有雇佣职业建筑师。框架使用熱鍍鋅管搭建，没有打桩，穿插过楊梅樹以固定。第一个大棚覆盖了5亩地，耗资30万元，并通过人工授粉提高了杨梅产量。五年后面积从几亩地扩建到50亩。
大棚规模庞大，颜色均一，遮罩了大半个山头，与山下复杂的村落形成了强烈对比。逐渐在网络上走红，并被称为“山下美术馆”，吸引了各地建筑师和其他游客。
林家杨梅大棚入围了2023第二届三联人文城市奖“生态友好奖”。